# گلنوری (نیو ساوت ولز)
گلنوری (به انگلیسی: Glenorie) یک حومه شهر در استرالیا است که در نیو ساوت ولز واقع شده‌است.